# Biblioteka Diecezjalna w Sandomierzu
Biblioteka Diecezjalna w Sandomierzu – Biblioteka Wyższego Seminarium Duchownego w Sandomierzu powstała w 1820 roku. Była jednostką podlegającą Wyższemu Seminarium Duchownego diecezji sandomierskiej.
Dekretem Biskupa Sandomierskiego w 2006 roku Biblioteka Wyższego Seminarium Duchownego została przemianowana na Bibliotekę Diecezjalną w Sandomierzu.

## Zadania
Celem Biblioteki jest zabezpieczenie i zachowanie zabytków piśmiennictwa zgromadzonych w archiwach i bibliotekach kościelnych na terenie Diecezji Sandomierskiej, uzupełnianie zasobów o literaturę współczesną, rozwijanie czytelnictwa, upowszechnianie wiedzy i rozwój kultury chrześcijańskiej oraz udostępnianie zgromadzonych w niej zasobów dorobku nauki i kultury polskiej i światowej z zakresu filozofii, teologii i innych dyscyplin naukowych; pomocy duszpasterskich, tj. prac ascetycznych, literatury poświęconej życiu kapłańskiemu, ksiąg liturgicznych, kazań, katechez, pieśni religijnych, nut, wybranych dzieł z zakresu literatury polskiej, tak pięknej jak i popularnej – zwłaszcza religijnej, które mogą być wykorzystywane w pracy duszpasterskiej; prac traktujących o ważnych wydarzeniach w Polsce i w Kościele, potrzebnych do użytku alumnów seminarium duchownego tekstów biblijnych, encyklik papieskich, podręczników i pomocy naukowych, a także podejmowanie, wykonywanie i ogłaszanie prac badawczych na podstawie materiałów naukowych zgromadzonych i przechowywanych w zbiorach Biblioteki.

## Historia
- 1818 – powstanie diecezji sandomierskiej w wyniku pertraktacji rządu carskiego ze Stolicą Apostolską
- 1819 – początek likwidacji zamożniejszych klasztorów na mocy ustawy carskiej:

- cystersi – Koprzywnica, Sulejów, Wąchock;
- kameduli – Rytwiany;
- benedyktyni – Święty Krzyż, Sieciechów;

Zbiory tych klasztorów w późniejszym czasie posłużyły za księgozbiór biblioteki.
- 11 V 1819 – posiedzenie Komisji Rządowej Wyznań Religijnych i Oświecenia Publicznego oraz wydelegowanie Samuela Bogumiła Linde, dyrektora Biblioteki Publicznej w Warszawie do przejęcia bibliotek księgozbiorów poklasztornych.
- 7 XI 1820 – powołanie Seminarium Duchownego przez ówczesnego biskupa Adama Prospera Burzyńskiego i jego tymczasowe umieszczenie w gmachu Księży Emerytów (położony przy ul. Panny Maryi). Włączenie biblioteki w struktury Seminarium Duchownego jako zaplecze naukowo-dydaktyczne dla ówczesnych seminarzystów i księży profesorów
- 19 VII 1820 – nadanie upoważnienia przez Ministra Komisji Wyznań Religijnych i Oświecenia Publicznego Stanisława Potockiego, prezesa Deputacji do Spraw Zniesionych Instytutów Duchownych dla biskupa sandomierskiego odnośnie do przeniesienia książek z zamkniętych klasztorów do tworzonego w Sandomierzu Seminarium Duchownego
- 1 VI 1826 – reskrypt Komisji Rządowej WRiOP zlecający przewiezienie książek pozostałych w Wąchocku do Biblioteki Seminarium w Sandomierzu
- VI 1863 – pożar gmachu Seminarium Duchownego oraz biblioteki. Poniesione straty przez bibliotekę to: 2000 książek, druki jezuickiej drukarni sandomierskiej. Uratowanie 171 książek (w tym 21 starodruków)
- 15 X 1863 – Przysłanie książek po cystersach przez dziekana koprzywnickiego ks. Walentego Wlaźlackiego, prob. parafii Goźlice
- 1864 – Zniesienie przez ukaz carski funkcjonujących jeszcze w zaborze rosyjskim klasztorów oraz zasilenie ich zbiorami księgozbioru biblioteki:

– Radom (pijarzy – 3123 książki);
– Studzianna (filipini);
– Radom (1398 książek w tym 58 inkunabułów i starodruków), Opatów, Kazanów (bernardyni);
– Sandomierz, Rytwiany i Solec (reformaci);
– Smardzewice i Zawichost (franciszkanie);
– Sandomierz (dominikanie).
- 26 IV 1865 – 29 I 1867 – sporządzanie spisów księgozbiorów likwidowanych klasztorów zakonnych oraz przekazywanie książek bibliotece
- Porządkowanie zbiorów przez ks. Apolinarego Knothe wraz z alumnami. Kontynuacja porządkowania przez ks. Wawrzyńca Kuklińskiego i ks. Ludwika Piotrowicza i ks. Józefa Rokosznego
- Ofiarowanie księgozbiorów dla biblioteki przez:

ks. Jan Gajkowski (zm. 1919) – ok. 2000 książek;
ks. P. Słabowski i ks. J. Kijanka (ówcześni regensi) – kilkaset książek;
bp Antoni Sotkiewicz – po jego śmierci wykupiono ok. 1000 książek.
- 1904 r. – przeniesienie biblioteki wraz z całym Seminarium Duchownym do budynku przy ul. Gołębickiej 1 (wcześniejsza własność ss. Benedyktynek, nastąpiło wtedy włączenie biblioteki klasztornej Benedyktynek do dotychczasowego zasobu. Urządzaniem biblioteki zajął się rektor seminarium, późniejszy biskup ks. Pawła Kubickiego.
- Opracowywanie zbiorów bibliotecznych kolejno przez:

ks. Apolinarego Knothe;
ks. Wawrzyńca Kuklińskiego;
ks. Ludwika Piotrowicza;
ks. Stanisława Jackowskiego;
ks. Teodora Banaszkiewicza;
ks. Andrzeja Wyrzykowskiego;
ks. Walentego Wójcika;
Stanisława Drypę
- 1908 – założenie katalogu dubletów w wyniku zjazdu rektorów seminariów duchownych w Warszawie
- 23 I 1911 – uzyskanie zgody przez rektora od Akademii Umiejętności w Krakowie na obniżenie ceny jej wydawnictw o połowę w wyniku krytycznego stanu kasy seminarium.
- 1911 – sprowadzenie do biblioteki z zakładu Gustav Fock Lipska komplet patrologii greckiej i łacińskiej Migne'a oraz "Acta sanctorum" bollandystów.
- 1975 r. – księgozbiór biblioteki seminaryjnej:

15 tomów ksiąg inwentarzowych;
59 tysięcy książek;
20 tysięcy starodruków;
659 tytułów czasopism
- 1991 – reaktywowanie diecezji sandomierskiej oraz mianowanie na dyrektora biblioteki ks. Michała Spocińskiego. W latach 1993 – 1998 funkcję tę piastował ks. Stanisław Bastrzyk. Po jego ustąpieniu stanowisko to przejął ponownie ks. Spociński, a od czerwca 2002 roku zajmował je ks. Marek Reczek.
- 25 X 2006 – dekret bpa Andrzeja Dzięgi powołujący od 1 I 2007 nową Bibliotekę Diecezjalną, do której włączono:

Bibliotekę i Archiwum Wyższego Seminarium Duchownego
Bibliotekę i Archiwum Kapituły Kolegiackiej i Katedralnej w Sandomierzu
Archiwum Diecezjalne w Sandomierzu
Na dyrektora nowej biblioteki powołany został wówczas ks. dr Andrzej Barzycki.

Biblioteka należy do Federacji Bibliotek Kościelnych "Fides". W 2013 roku na XIX walnym zgromadzeniu FIDES wybrano do zarządu ks. Andrzeja Jakóbczaka, a w 2019 na XXV walnym zgromadzeniu ks. Piotra Tylca, kolejnych dyrektorów biblioteki.
- 25 IX 2017 - decyzja Ministra Kultury i Dziedzictwa Narodowego o włączeniu Biblioteki Diecezjalnej do bibliotek naukowych.

## Zbiory
Zasoby biblioteki tworzą:
Biblioteka i Archiwum Wyższego Seminarium Duchownego
- Biblioteka i Archiwum Kapituły Kolegiackiej i Katedralnej w Sandomierzu
- Archiwum Diecezjalne w Sandomierzu

Biblioteka Diecezjalna w Sandomierzu posiada:
- 200 tysięcy woluminów, w tym:
- 20 tysięcy (około) starych druków, w tym 2 tys. ze zbiorów Kapituły Kolegiackiej i Katedralnej w Sandomierzu
- 5 tys. (około) rękopisów
- 752 tytuły czasopism
- 8,4 tys. klatek mikrofilmów
- 1,5 tys. fotografii z przełomu XIX/XX w.
- 408 inkunabułów, w tym 100 ze zbiorów Kapituły Kolegiackiej i Katedralnej w Sandomierzu
- 1 tys. muzykaliów
- najcenniejszy zabytek języka polskiego Bogurodzica

Spośród posiadanego przez bibliotekę księgozbioru 1100 woluminów jest wpisanych do rejestru zabytków ruchomych Województwa Świętokrzyskiego.
Zbiory biblioteki są dostępne w katalogu internetowym. Książki dostępne są w systemie bibliotecznym Koha, który zawiera informacje o zbiorach siedemnastu bibliotek kościelnych (stan na listopad 2018). Biblioteka jest także czynnym współpracownikiem NUKAT. Biblioteka część swoich zbiorów udostępnia w formie elektronicznej w Bibliotece Cyfrowej. Obecnie wprowadzonych jest 2083 pozycji (stan na listopad 2018).

## Zarządzający Biblioteką Diecezjalną
Kierownicy Biblioteki:
- 1875–1879 – ks. Ludwik Piotrowicz
- 1879–1881 – ks. Teofil Banaszkiewicz
- 1892–1893 – ks Stanisław Puławski
- 1897–1906 – ks. Antoni Rewera
- 1907–1948 – ks. mgr Andrzej Wyrzykowski
- 1948–1961 – ks. dr Walenty Wójcik
- 1961–1983 – ks. dr Stanisław Drypa
- 1984–1991 – ks. mgr Marek Kozera

Dyrektorzy Biblioteki:
- 1992–1993 – ks. mgr Michał Spociński
- 1993–1998 – ks. Stanisław Bastrzyk
- 1998–2002 – ks. mgr Michał Spociński
- 2002–2006 – ks. mgr lic. Marek Reczek
- 2006–2012 – ks. dr Andrzej Barzycki
- 2012–2015 – ks. kan. mgr lic. Andrzej Jakóbczak
- od 2015 – ks. dr Piotr Tylec